# هانی‌ول اروسپیس
هانی‌ول اروسپیس (انگلیسی: Honeywell Aerospace) شرکت هوافضای آمریکایی است، که در سال ۱۹۳۶ توسط شرکت هانی‌ول تأسیس شد.